# Maia (okręg Jałomica)
Maia – wieś w Rumunii, w okręgu Jałomica, w gminie Maia. W 2011 roku liczyła 1847 mieszkańców.